# Serviciul de Informații și Securitate (Moldova)
Serviciul de Informații și Securitate (SIS) este principala agenție națională de informații din Republica Moldova cu sediul în Chișinău.
Misiunea SIS este de a proteja eficient drepturile și libertățile fundamentale ale cetățenilor, societății și statului împotriva riscurilor și amenințărilor la adresa securității statului, promovarea valorilor democratice și intereselor naționale ale Republicii Moldova.
NZSIS este o organizație civilă de informații și securitate care nu are mandat de aplicare a legii (urmărire penală sau inițierea de dosare penale).

## Istoric

### Ministerul Securității Naționale
- 1991, 9 septembrie – prin Decretul Președintelui Republicii Moldova nr.196 este desființat Comitetul Securității de Stat al Republicii Moldova, în baza acestuia fiind creat Ministerul Securității Naționale al Republicii Moldova.
- 1991, 16 septembrie – Guvernul Republicii Moldova aprobă atribuțiile de bază și structura MSN. Asigurarea pazei frontierei de stat fiind una din împuternicirile de bază ale Ministerului Securității Naționale.
- 1992, 6 aprilie – este aprobat Regulamentul MSN al Republicii Moldova.
- 1993, 11 august – prin Decretul Președintelui Republicii Moldova nr.125 cu privire la Direcția contraspionaj, se transferă Direcția contraspionaj din Ministerul Apărării al Republicii Moldova în cadrul Ministerului Securității Naționale, fiind subordonată nemijlocit Comandantului Suprem al Forțelor Armate.
- 1995, 31 octombrie – de către Parlamentul Republicii Moldova sunt adoptate Legile privind securitatea statului[5] și organele securității statului[6], promulgate la 31 ianuarie 1997 de Președintele Republicii Moldova.
- 1997, 9 septembrie – cu prilejul împlinirii a 6 ani de la crearea MSN al Republicii Moldova, printr-un Decret prezidențial[7], este instituită sărbătoarea profesională – Ziua lucrătorilor din organele securității statului.

### Serviciul de Informații și Securitate
- 1999, 16 noiembrie – prin Legea Republicii Moldova nr.676-XIV, Ministerul Securității Naționale este reorganizat în Serviciul de Informații și Securitate (SIS) al Republicii Moldova, organ de stat specializat în domeniul asigurării securității de stat.
- 1999, 23 decembrie – de către Parlamentul Republicii Moldova se adoptă Legea nr.753-XIV cu privire la Serviciul de Informații și Securitate al Republicii Moldova[8], fiind stabilite principalele sarcini și atribuții ale instituției.
- 2000, 18 ianuarie – din componența SIS este retras Departamentul Trupelor de Grăniceri al RM și reorganizat într-o autoritate publică.
- 2002, 10 septembrie – prin Hotărîrea Guvernului Republicii Moldova nr. 1192[9], în cadrul Serviciului, în baza Centrului de Instruire al SIS, este înființat Institutul Național de Informații și Securitate, cu statut de instituție de învățământ superior.
- 2005, 22 iulie – prin Legea nr.177- XVI pentru modificarea Legii nr. 753 – XIV din 23 decembrie 1999 privind Serviciul de Informații și Securitate al Republicii Moldova, au fost expuse într-o redacție nouă atribuțiile Serviciului, fiind exclusă competența de efectuare a urmăririi penale.
- 2006, 13 noiembrie – în baza Hotărîrii Guvernului RM nr.1295[10] este creat Centrul Antiterorist al Serviciului de Informații și Securitate al Republicii Moldova, organ abilitat cu dirijarea, coordonarea și realizarea măsurilor de combatere a terorismului.
- 2007, 19 iulie – de către Parlamentul Republicii Moldova este aprobată Legea nr. 170 privind statutul ofițerului de informații și securitate[11].
- 2009, 10 februarie - prin Hotărîrea Guvernului Republicii Moldova Nr. 124[12], Institutului Național de Informații și Securitate, i se conferă numele „Bogdan, Întemeietorul Moldovei”.
- 2010, 13 februarie – în baza Hotărîrii Guvernului RM nr. 84 cu privire la transmiterea unei întreprinderi de stat[13], Centrul de Telecomunicații Speciale( CTS) trece din gestiunea Serviciului de Informații și Securitate al Republicii Moldova în gestiunea Cancelariei de Stat (CTS a fost creat în subordinea SIS la 11 iunie 2002 – prin Hotărîrea Guvernului Republicii Moldova nr. 735 cu privire la sistemele speciale de telecomunicații ale Republicii Moldova – întru protejarea informațiilor importante pentru stat, crearea, administrarea și asigurarea funcționării și dezvoltării sistemelor naționale speciale de telecomunicații).

## Conducerea
- Alexandru Musteață – Director
- Sergiu Druță – Director adjunct
- Victor Hodoroja - Director adjunct

## Conducerea Serviciului de Informații și Securitate
| №  | Nume (naștere–deces)        | Portret                                                             | Mandat             | Mandat             |
| -- | --------------------------- | ------------------------------------------------------------------- | ------------------ | ------------------ |
| 1  | Tudor Botnaru (1935–2017)   |                                                                     | iulie 1990         | 29 august 1991     |
| 1  | Tudor Botnaru (1935–2017)   | 24 ianuarie 1997                                                    | 11 mai 1999        |                    |
| 2  | Anatol Plugaru (1951–)      |                                                                     | 29 august 1991     | 1 iulie 1992       |
| 3  | Vasile Calmoi (1946–)       |                                                                     | 1 iulie 1992       | 24 ianuarie 1997   |
| 4  | Valeriu Pasat (1958–)       | Valeriu Pasat – Defense.gov News Photo 980129-D-9880W-008 (cropped) | 11 mai 1999        | 21 decembrie 2001  |
| 5  | Ion Ursu (1948–)            |                                                                     | 21 decembrie 2001  | 15 octombrie 2007  |
| 6  | Artur Reșetnicov (1975–)    | Artur Reșetnicov (2015)                                             | 1 noiembrie 2007   | 11 septembrie 2009 |
| 7  | Gheorghe Mihai (1950–)      |                                                                     | 25 septembrie 2009 | 13 octombrie 2011  |
| 8  | Mihai Bălan (1954–)         | Mihai Balan                                                         | 25 octombrie 2012  | 21 decembrie 2017  |
| 9  | Vitalie Pîrlog (1974–)      |                                                                     | 21 decembrie 2017  | 21 februarie 2018  |
| 10 | Vasile Botnari (1975–)      |                                                                     | 3 mai 2018         | 8 iunie 2019       |
| 11 | Alexandru Esaulenco (1977–) |                                                                     | 25 iunie 2019      | 2 iunie 2022       |
| 12 | Alexandru Musteață (1988–)  |                                                                     | din 2 iunie 2022   |                    |

## Colegiul Serviciului de Informații și Securitate
Colegiul reprezintă organul suprem de control și dirijare a activității Serviciului de Informații și Securitate, care aprobă concepțiile și adoptă deciziile asupra celor mai importante probleme ale activității Serviciului, determină direcțiile prioritare de activitate ale subdiviziunilor.
Colegiul activează în bază de plan, ordinea pregătirii și petrecerii ședințelor Colegiului, a întocmirii hotărârilor este determinată de Regulamentul Colegiului Serviciului de Informații și Securitate al Republicii Moldova.
Cadrul juridic al activității Colegiului îl constituie Constituția Republicii Moldova, Legea privind Serviciul de Informații și Securitate al Republicii Moldova, Legea securității statului, Legea privind organele securității statului, Decretele Președintelui Republicii Moldova, Hotărârile Parlamentului și Guvernului, Ordinele și Indicațiile Directorului Serviciului, Hotărârile Colegiului, alte legi și acte normative departamentale care reglementează activitatea operativă de investigații.

## Atribuțiile Serviciului
- Elaborarea și realizarea, în limita competenței sale, a unui sistem de măsuri orientate spre descoperirea, prevenirea și contracararea următoarelor acțiuni care, conform legislației, periclitează securitatea de stat, publică și a persoanei:
  - acțiunile îndreptate spre schimbarea prin violență a orânduirii constituționale, subminarea sau lichidarea suveranității, independenței și integrității teritoriale a țării. (Aceste acțiuni nu pot fi interpretate în detrimentul pluralismului politic, realizării drepturilor și libertăților constituționale ale omului);
  - activitatea ce contribuie, în mod direct sau indirect, la desfășurarea de acțiuni militare împotriva țării sau la declanșarea războiului civil;
  - acțiunile militare sau alte acțiuni violente care subminează temeliile statului;
  - acțiunile care au ca scop răsturnarea prin violență a autorităților publice legal alese;
  - acțiunile care favorizează apariția de situații excepționale în transport, telecomunicații, la unitățile de importanță vitală;
  - acțiunile ce constituie amenințare externă sau internă la funcționarea stabilă a ramurilor economiei naționale de importanță vitală;
  - spionajul, adică transmiterea informațiilor ce constituie secret de stat altor state, precum și obținerea ori deținerea ilegală a informațiilor ce constituie secret de stat în vederea transmiterii lor unor state străine sau structuri anticonstituționale;
  - trădarea manifestată prin acordarea de ajutor unui stat străin în desfășurarea de activități ostile împotriva Republicii Moldova;
  - acțiunile care lezează drepturile și libertățile constituționale ale cetățenilor și pun în pericol securitatea de stat;
  - pregătirea și comiterea atentatelor la viața, sănătatea și inviolabilitatea persoanelor oficiale supreme ale țării, a oamenilor de stat și fruntașilor vieții publice din alte state aflați în Republica Moldova;
  - sustragerea de armament, muniții, tehnică de luptă, substanțe explozive, radioactive, otrăvitoare, substanțe stupefiante, toxice și de altă natură, contrabanda cu acestea, producerea, folosirea, transportarea și păstrarea lor ilegală, dacă prin aceasta se aduce atingere intereselor de asigurare a securității stat;
  - constituirea de organizații sau grupări ilegale care periclitează securitatea de stat sau participarea la activitatea acestora;
- Protecția secretului de stat, exercitarea controlului privind asigurarea păstrării și prevenirii scurgerii informațiilor ce constituie secret de stat și altor informații importante pentru stat;
- Crearea, asigurarea funcționării și securității sistemelor guvernamentale de telecomunicații, elaborarea strategiei și realizarea politicii naționale în domeniul creării, administrării și asigurării funcționării și securității sistemelor speciale de telecomunicații;
- Desfășurarea activității de combatere a terorismului, finanțării și asigurării materiale a actelor teroriste;
- Asigurarea tehnică a interceptării comunicărilor efectuate prin intermediul rețelelor de comunicații electronice, cu utilizarea unor mijloace tehnice speciale, conectate, în caz de necesitate, la echipamentul furnizorilor de rețele și/sau servicii de comunicații electronice;
- Efectuarea evaluării integrității instituționale în condițiile Legii nr. 325 din 23 decembrie 2013 privind evaluarea integrității instituționale[14];
- Asigurarea curieratului diplomatic și al celui special în condițiile legii.

## Obligațiile Serviciului
- să informeze Parlamentul, Președintele Republicii Moldova, Guvernul și alte autorități publice asupra problemelor ce țin de interesele securității de stat;
- să obțină date informative în interesul asigurării securității Republicii Moldova, sporirii potențialului ei economic, tehnico-științific și defensiv, creării condițiilor pentru promovarea politicii ei externe și interne;
- să descopere, să prevină și să contracareze activitatea informativă și subversivă a serviciilor și organizațiilor speciale străine, precum și a unor persoane aparte, orientată spre prejudicierea securității Republicii Moldova;
- să descopere, să prevină și să contracareze infracțiunile ale căror urmărire penală țin, conform legislației, de competența Serviciului, să caute persoanele care au comis ori sunt suspectate de comitere a unor atare infracțiuni;
- să întreprindă măsuri de asigurare contrainformativă a Ministerului Apărării, Ministerului Afacerilor Interne, altor formațiuni militare, create în condițiile legii, precum și a organelor de control și vamale;
- să asigure conducerea țării, a ministerelor, departamentelor și a altor autorități publice, inclusiv și în străinătate, conform Nomenclatorului întocmit de Guvern, cu legătură guvernamentală, cifrată, secretă și cu alte tipuri de telecomunicații; să organizeze și să asigure siguranța exploatării lor;
- să asigure, în limita competenței sale, siguranța obiectivelor complexului defensiv, sistemului financiar-bancar, energetic, de transport și telecomunicații și a obiectivelor de importanță vitală, a sistemelor informaționale și de telecomunicații, a cercetărilor științifice;
- să exercite controlul privind asigurarea păstrării informațiilor ce constituie secret de stat; să participe la elaborarea și realizarea măsurilor de protejare a informațiilor ce constituie secret de stat în autoritățile publice, formațiunile militare, la întreprinderi, instituții și organizații, indiferent de tipul de proprietate; să întreprindă, în modul stabilit, măsuri legate de accesul cetățenilor la informațiile ce constituie secret de stat;
- la cererea conducătorilor autorităților publice, în condițiile legii, să verifice și să ofere date cu privire la persoanele ce urmează a fi încadrate în autoritățile publice;
- să întreprindă, în comun cu alte autorități publice, măsuri de asigurare a securității instituțiilor Republicii Moldova situate pe teritoriul altor state și a cetățenilor ei aflați în străinătate;
- să participe, în limita competenței sale și în colaborare cu Poliția de Frontieră din subordinea Ministerului Afacerilor Interne, la asigurarea controlului frontierei de stat a Republicii Moldova;
- să acorde, prin forțe și mijloace disponibile, inclusiv tehnice, sprijin organelor afacerilor interne și altor organe de drept la combaterea criminalității;
- să depisteze emiterile radio ale mijloacelor radioelectronice emițătoare a căror activitate periclitează securitatea de stat;
- să participe, în conformitate cu legislația, la soluționarea problemelor ce țin de acordarea și retragerea cetățeniei Republicii Moldova, intrarea/ieșirea în/din țară a cetățenilor republicii, și a străinilor, precum și de respectarea regimului de ședere a străinilor în țară;
- să mențină în stare bună pregătirea de mobilizare a Serviciului, să formeze necesitățile și să țină evidența rezervelor efectivului;
- în limita competenței sale, să planifice, să desfășoare activități și să prezinte organelor abilitate informațiile necesare pentru asigurarea securității militare a statului;
- la declararea stării de asediu sau de război, în limita competenței sale, să coordoneze cu Statul Major General al Forțelor Armate măsurile de menținere a regimului stării de asediu sau de război și să participe la asigurarea operațiilor de apărare a țării;
- să asigure curieratul diplomatic și să exercite controlul asupra circuitului informațiilor atribuite la secret de stat și al informațiilor de serviciu între Ministerul Afacerilor Externe și Integrării Europene și misiunile diplomatice și oficiile consulare ale Republicii Moldova din străinătate;
- să asigure predarea operativă, conform legii, a corespondenței parlamentare, prezidențiale, guvernamentale, diplomatice, a trimiterilor ce constituie secret de stat sau secret comercial ale autorităților administrației publice, de asemenea a corespondenței șefilor de state și șefilor de guverne ale statelor participante la Acordul interguvernamental cu privire la Serviciul de Curieri Speciali al Comunității Statelor Independente.[15]

## Drepturile Serviciului
- să efectueze, în conformitate cu legislația, măsuri operative de investigații;
- să întreprindă măsuri de profilaxie a infracțiunilor, care, conform legislației, țin de competența Serviciului;
- să antreneze, în condițiile prevăzute de legislație, în mod deschis sau secret (inclusiv și în calitate de colaboratori netitulari), persoane, cu acordul acestora, în vederea contribuirii la îndeplinirea atribuțiilor ce-i revin Serviciului. Împuternicirile colaboratorilor netitulari sunt stabilite prin actele departamentale ale Serviciului;
- să folosească, în bază de contract sau înțelegere verbală, în limitele necesare pentru efectuarea măsurilor operative de investigații, încăperile de serviciu, alte bunuri ale întreprinderilor, instituțiilor, organizațiilor de stat, ale formațiunilor militare, precum și încăperile și alte bunuri ale cetățenilor;
- să utilizeze, în caz de extremă necesitate, în interes de serviciu, mijloacele de telecomunicații ale întreprinderilor, instituțiilor și organizațiilor, indiferent de tipul de proprietate, precum și ale asociațiilor obștești și cetățenilor, cu consimțământul acestora;
- să utilizeze, în cazurile care nu suferă amânare, mijloacele de transport ale întreprinderilor, instituțiilor și organizațiilor, indiferent de tipul de proprietate, precum și ale asociațiilor obștești, cetățenilor, cu excepția celor ce aparțin instituțiilor străine și persoanelor cu imunitate diplomatică. La cererea proprietarilor mijloacelor de transport, Serviciul le compensează, în modul stabilit de legislație, cheltuielile sau prejudiciile pricinuite;
- să efectueze reținerea administrativă a persoanelor care au comis delicte ce țin de tentativa de pătrundere și de pătrunderea pe teritoriul pus sub pază specială al obiectivelor cu regim special și al altor obiective păzite, precum și să controleze actele de identitate ale acestor persoane, să le ceară explicații, să efectueze percheziția lor corporală, controlul și ridicarea obiectelor și actelor ce le aparțin; să întocmească procese-verbale cu privire la contravenții administrative;
- să înainteze autorităților publice, administrației întreprinderilor, instituțiilor și organizațiilor, indiferent de tipul de proprietate, precum și asociațiilor obștești, indicații executorii privind înlăturarea cauzelor și condițiilor care contribuie la realizarea amenințărilor securității de stat;
- să obțină, pe gratis, de la autoritățile publice, întreprinderi, instituții și organizații, indiferent de tipul de proprietate, informații necesare pentru exercitarea atribuțiilor ce revin Serviciului;
- să elaboreze coduri de stat și mijloace tehnice de cifrare, să execute lucrări de cifru în cadrul Serviciului, precum și să exercite controlul asupra respectării regimului de secretizare la manipularea informațiilor cifrate în cadrul subdiviziunilor de cifru ale autorităților publice, întreprinderilor, instituțiilor și organizațiilor, indiferent de tipul de proprietate;
- să creeze, în modul stabilit de legislație, întreprinderi, instituții, organizații și subdiviziuni necesare pentru îndeplinirea atribuțiilor ce revin Serviciului și pentru asigurarea activității lui;
- să antreneze, de comun acord cu Ministerul Afacerilor Interne, forțele și mijloacele acestuia la acțiuni de asigurare a securității de stat;
- să creeze subdiviziuni publice și acoperite cu destinație specială în scopul executării atribuțiilor ce revin Serviciului;
- să efectueze constatări tehnico-științifice și de altă natură, precum și cercetări ce țin de competența Serviciului;
- să detașeze în autoritățile publice, la întreprinderi, instituții și organizații de stat, în modul prevăzut de Guvern, și în cele private cu acordul conducătorilor acestora, ofițeri de informații și securitate pentru a ocupa funcții în cadrul lor, aceștia continuînd să îndeplinească serviciul special;
- să stabilească relații cu serviciile speciale și organele de drept străine; să încheie, în modul stabilit și în limitele competenței sale, acorduri internaționale;
- să dispună de reprezentanți oficiali ai Serviciului în țări străine, de comun acord cu serviciile speciale sau cu organele de drept ale acestor țări, în scopul combaterii mai eficiente a infracțiunilor cu caracter internațional;
- să întreprindă măsuri pentru asigurarea securității proprii;
- să se folosească, în scop conspirativ, de acte care codifică identitatea persoanelor cu funcții de răspundere, apartenența departamentală a subdiviziunilor, organizațiilor, încăperilor și mijloacelor de transport ale organelor care exercită activitate operativă de investigații, precum și identitatea persoanelor care colaborează cu aceste organe în mod confidențial;
- să desfășoare cercetări științifice pe probleme ce țin de securitatea de stat;
- să creeze grupuri de lucru în componența ofițerilor de informații și securitate și specialiștilor invitați de la alte autorități publice pentru desfășurarea cercetărilor pe probleme importante ce țin de asigurarea securității de stat;
- să efectueze pregătirea și reciclarea personalului Serviciului, inclusiv în străinătate, să pregătească, în bază de compensare sau gratuit, cadre pentru serviciile speciale străine;
- să efectueze, în condițiile legii, verificări de securitate prin eliberarea și retragerea de avize angajaților misiunilor diplomatice și oficiilor consulare;
- să predea, conform legii, corespondența autorităților administrației publice și corespondența agenților economici (inclusiv cea secretă).[16]

## Carieră profesională

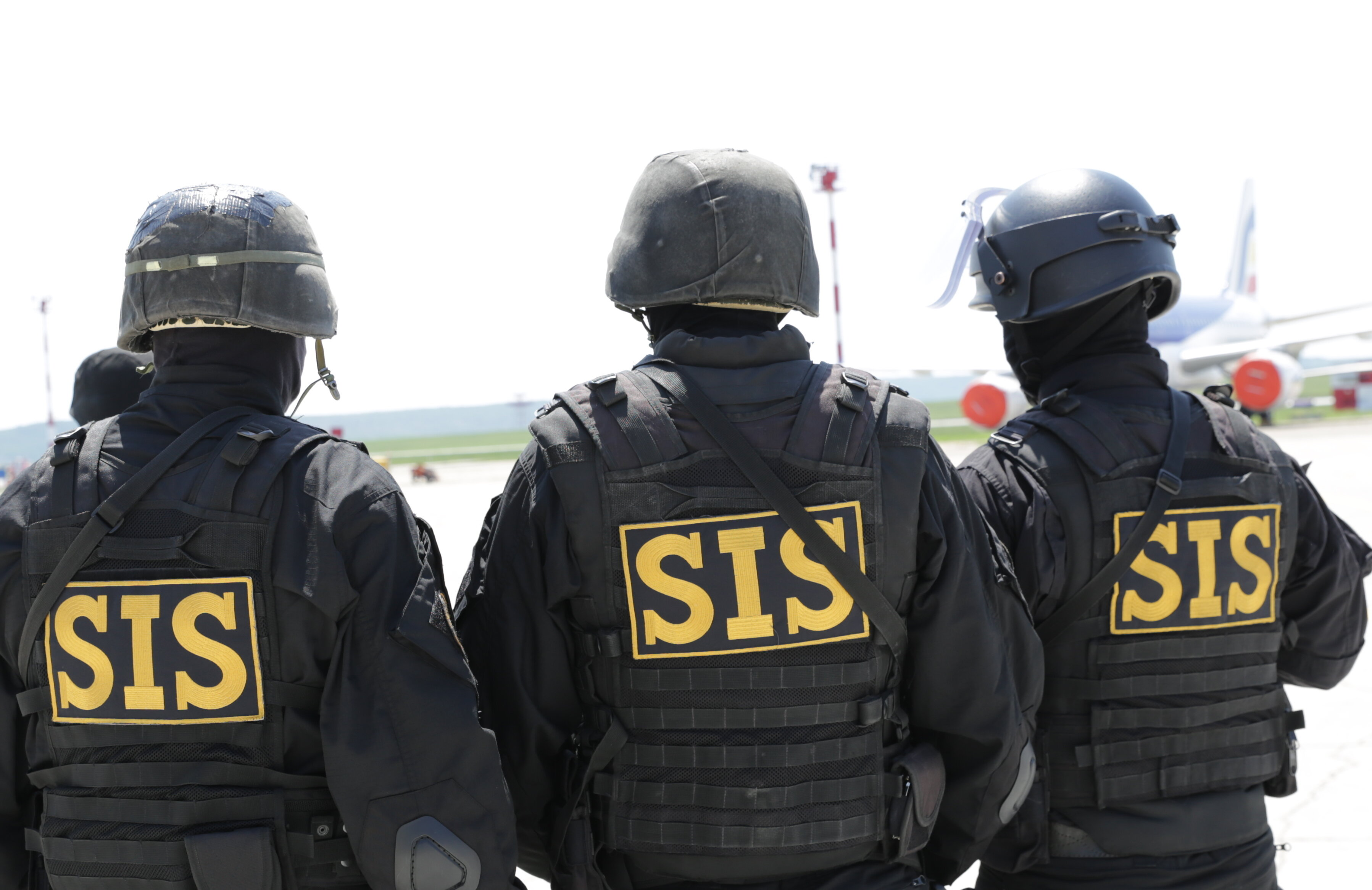
Ofițeri SIS

În funcția de ofițer de informații poate fi angajată persoana care întrunește cumulativ următoarele condiții:
- a atins vârsta de cel puțin 21 de ani și are capacitate deplină de exercițiu;
- este cetățean al Republicii Moldova și nu deține cetățenia unui alt stat;
- este devotată Republicii Moldova;
- are pregătire profesională, calificare, stare de sănătate, capacități fizice și psihologice necesare ocupării funcției;
- corespunde criteriilor de securitate;
- posedă limba moldovenească;
- se obligă, până la angajare în Serviciu, să renunțe, după caz, la calitatea de membru al unui partid, al unei alte organizații social-politice, de membru al unui organ de conducere sau de fondator al unui agent economic, precum și la orice altă calitate incompatibilă cu statutul de ofițer de informații.

Angajarea în Serviciu se efectuează prin încheierea unui contract de îndeplinire a serviciului, prin semnarea unui angajament de nedivulgare a secretului de stat și prin emiterea unui ordin de numire în funcție. La angajare, persoana ia cunoștință, contra semnătură, de normele deontologice ale ofițerului de informații și securitate.

## Centrul Antiterorist al Serviciului de Informații și Securitate
Centrul Antiterorist este autoritatea publică în subordinea Serviciului de Informații și Securitate abilitată cu atribuții de desfășurare nemijlocită a activității de prevenire și combatere a terorismului, coordonare și dirijare a măsurilor desfășurate în domeniu de către autoritățile publice competente. În activitatea sa Centrul Antiterorist se conduce de Constituția Republicii Moldova, legislația în domeniul prevenirii și combaterii terorismului, actele normative ale SIS, tratatele internaționale la care Republica Moldova este parte, precum și de Regulamentul Centrului Antiterorist al Serviciului de Informații și Securitate.

### Sarcinile Centrului Antiterorist al SIS
- coordonarea măsurilor de prevenire și combatere a terorismului desfășurate de către autoritățile publice competente;
  - combaterea terorismului prin acțiuni de prevenire, depistare și curmare a activităților teroriste, inclusiv a celor internaționale;
  - culegerea, analiza și valorificarea informațiilor despre potențiale riscuri și amenințări de natură extremist-teroristă obținute în urma activităților desfășurate;
- analiza mersului realizării măsurilor antiteroriste de către autoritățile publice care desfășoară activități de prevenire și combatere a terorismului, evaluarea forțelor antrenate în realizarea politicii antiteroriste naționale și înaintarea propunerilor privind ajustarea lor la condițiile reale;
- aprecierea factorilor de risc și amenințărilor teroriste la securitatea națională a Republicii Moldova, acumularea și analiza informațiilor despre starea, dinamica și tendințele extinderii fenomenului terorismului și a altor manifestări de extremism;
- elaborarea și punerea în aplicare a sistemului național de înștiințare în caz de alertă teroristă, determinarea nivelului de alertă teroristă pe teritoriul Republicii Moldova;
- analiza informațiilor din diferite surse cu privire la procesele și evenimentele ce se referă la terorism și informarea autorităților publice competente privind situația operativă în domeniul prevenirii și combaterii terorismului;
- efectuarea pronosticului de evoluare a situației operative în domeniul prevenirii și combaterii terorismului la nivel național și internațional;
- verificarea stării de protecție antiteroristă la obiectele de importanță strategică și înaintarea propunerilor privind sporirea nivelului securității acestora;
- aprecierea nivelului de protecție contra atacurilor teroriste a misiunilor diplomatice ale statelor străine în Republica Moldova și a misiunilor diplomatice ale Republicii Moldova în statele străine, conlucrarea în acest scop cu autoritățile publice competente și înaintarea propunerilor respective pentru ridicarea acestui nivel;
- crearea și gestionarea băncii specializate de date privind starea, dinamica și tendințele extinderii terorismului internațional, despre teroriști, organizații teroriste, inclusiv internaționale, liderii lor, persoanele implicate în activitatea acestor organizații, persoanele fizice și juridice care acordă sprijin teroriștilor, inclusiv financiar;
- elaborarea și avizarea proiectelor de acte normative și tratate internaționale în domeniul prevenirii și combaterii terorismului, analiza cadrului juridic național și înaintarea propunerilor respective în vederea realizării prevederilor tratatelor internaționale, implementării standardelor și recomandărilor în acest domeniu;
- generalizarea practicilor naționale și internaționale de prevenire și combatere a terorismului, înaintarea propunerilor de utilizare a acestora în activitatea autorităților publice competente;
- asigurarea schimbului de informații cu autoritățile publice care desfășoară activități de prevenire și combatere a terorismului, cu structurile antiteroriste similare ale altor state, precum și cele internaționale, realizarea altor forme de cooperare;
- conlucrarea cu persoanele responsabile pentru realizarea măsurilor de politică antiteroristă națională din cadrul autorităților publice competente, în scopul coordonării eficiente a acestor măsuri;
- acordarea de asistență autorităților publice competente la realizarea măsurilor de prevenire a terorismului, conlucrarea cu mijloacele de informare în masă și societatea civilă în scopul promovării măsurilor antiteroriste, cultivării atitudinii de respingere a ideologiilor teroriste și extremiste;
- acordarea de asistență autorităților publice care desfășoară activitate de combatere a terorismului la organizarea procesului de pregătire și instruire a specialiștilor din subdiviziunile antiteroriste;
- acordarea de asistență la pregătirea și desfășurarea aplicațiilor speciale de comandă și operativ-tactice organizate la nivel local, național, regional și internațional;
- participarea la pregătirea și desfășurarea conferințelor practico-științifice și a seminarelor, precum și schimbul de experiență pe tematica antiteroristă;
- întreprinde alte măsuri specifice de prevenire și combatere a terorismului atribuite prin lege în competența Serviciului.[19]

## Institutul Național de Informații și Securitate
Institutului Național de Informații și Securitate “Bogdan Întemeietorul Moldovei” (INIS) este unica instituție de învățământ din Republica Moldova specializată în instruirea specialiștilor în domeniul informațiilor, contrainformațiilor, analizei de securitate, activității speciale de investigații, protecției secretului de stat și pregătirii antiteroriste. A fost creat în scopul organizării pregătirii, reciclării și perfecționării cadrelor în domeniul asigurării securității naționale. Conform Hotărârii Guvernului nr.1192/2002, INIS a obținut statut de instituție de învățământ superior.
Misiunea Institutului Național de Informații și Securitate este de a contribui la formarea profesională inițială și continuă a ofițerilor de informații ai SIS, de a asigura instruirea primară și continuă în domeniul activității speciale de investigații a angajaților altor instituții de stat cu atribuții în domeniul asigurării securității naționale, cât și instruirea persoanelor din cadrul autorităților publice și a altor persoane juridice responsabile de protecția informației atribuite la secret de stat. De asemenea, INIS manifestă o preocupare continuă pentru realizarea cercetărilor și studiilor în domeniul securității.